# Horaga rarasana
Horaga rarasana är en fjärilsart som beskrevs av Jinhaku Sonan 1936. Horaga rarasana ingår i släktet Horaga och familjen juvelvingar. Inga underarter finns listade i Catalogue of Life.